# El mundo está loco, loco, loco, loco
El mundo está loco, loco, loco, loco (título original: It's a Mad, Mad, Mad, Mad World) es una película cómica-épica estadounidense de 1963 dirigida por Stanley Kramer. En esta película intervienen reconocidos actores del género cómico y de otros géneros del siglo XX.
Aparecen, entre otros, Jerry Lewis, Buster Keaton,  y Los Tres Chiflados (Moe Howard, Larry Fine y Curly Joe DeRita), quienes realizan una breve cameo como bomberos operadores de carro.

## Argumento

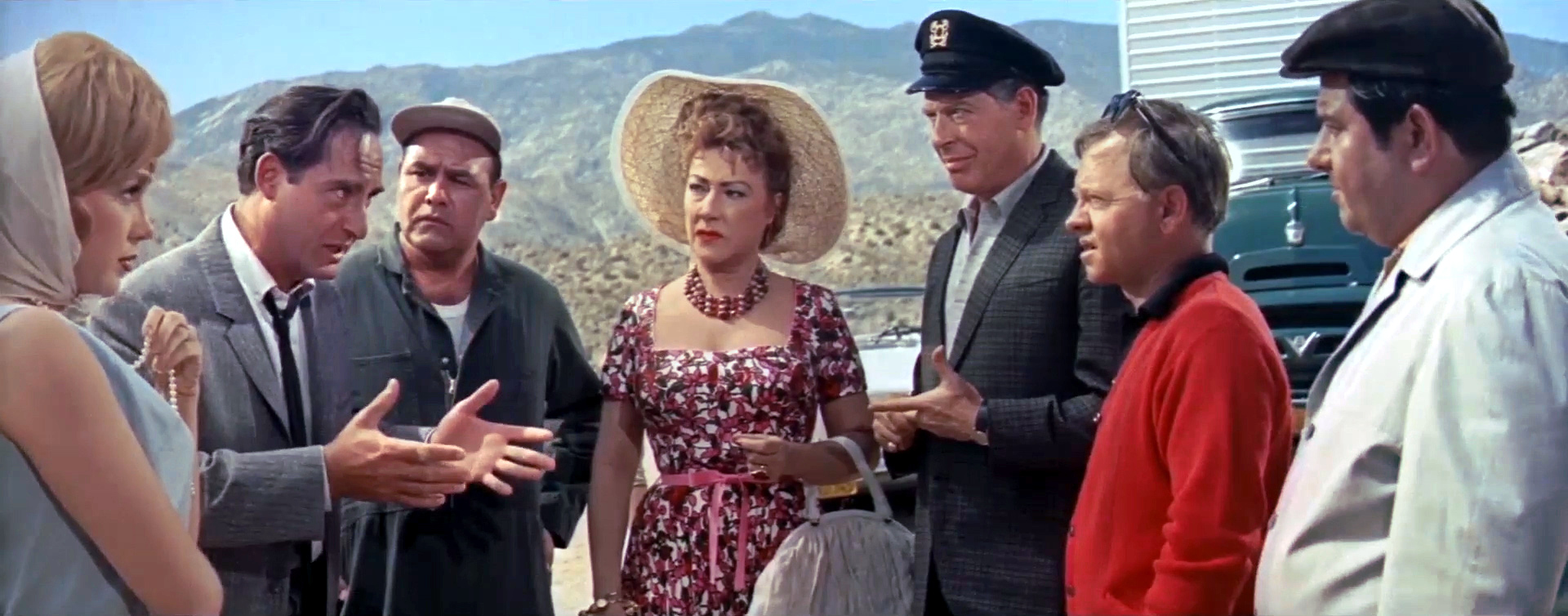
Fotograma del tráiler de la película: Edie Adams, Sid Caesar, Jonathan Winters, Ethel Merman, Milton Berle, Mickey Rooney y Buddy Hackett.

En una interminable y abrupta autopista del desierto, conducen ocho automovilistas comunes y corrientes que no se conocen entre sí; entre ellos, un camionero aburrido, un dentista, y otros automovilistas que van con sus cónyuges de vacaciones a distintos rumbos, todos con distintos problemas propios.
Repentinamente, presencian la alocada carrera de un automovilista que los sobrepasa a toda velocidad, y, finalmente, sobrepasa las contenciones en una curva y se desbarranca con su automóvil. El hombre logra sobrevivir el tiempo suficiente para contar a los testigos una increíble revelación, que despertará en ellos la ambición de la riqueza fácil. La situación cambiará sus planes y sus vidas.
El accidente automovilístico deja como sobreviviente al desconocido (Jimmy Durante), que alcanza a ser asistido por los automovilistas y deja entrever en sus balbuceos que es un pillo llamado "Smiler" Grogan. Antes de fallecer desvela la existencia de un jugoso botín de nada menos que 350.000 dólares en billetes, enterrado bajo una gran W y producto de un robo bancario en Santa Rosita, California. Todos ellos entienden el mensaje del ahora difunto y en cada uno de ellos se despierta la ambición, la agresividad y la competitividad. Tras duras negociaciones deciden cada uno ir por su cuenta a buscar el dinero.
Todos ellos emprenden una endiablada, desenfrenada y desesperada carrera por llegar al lugar del botín por el medio que sea y hacerse con él; ya que el primero que llegue y lo encuentre es el afortunado dueño. Cada uno de ellos perderá progresivamente la cordura, desarrollando una carrera de locos de remate, tratando en lo posible de atajarse mutuamente o perjudicar al resto. Ello produce situaciones muy cómicas y divertidos gags. El destino de todos ellos es el parque estatal costero de Santa Rosita en la costa de California.

## Reparto
- Spencer Tracy - Capitán C. G. Culpepper, del Departamento de Policía de Santa Rosita
- Milton Berle - J. Russell Finch, empresario
- Sid Caesar - Melville Crump, dentista
- Edie Adams -  Monica, esposa de Crump
- Ethel Merman - Señora Marcus, la desagradable suegra de J. Russell Finch, y madre de Emmeline y Sylvester
- Jonathan Winters - Lennie Pike, el enfurecido camionero
- Mickey Rooney - Dingy Bell, escritor de comedias
- Buddy Hackett - Benjy Benjamin, escritor de comedias
- Phil Silvers - Otto Meyer, pianista
- Dorothy Provine - Emmeline Marcus-Finch, esposa de J. Russell Finch
- Dick Shawn - Sylvester Marcus, socorrista, hijo mimado de la señora Marcus y hermano de Emmeline
- Terry-Thomas – El flemático Teniente coronel británico J. Algernon Hawthorne
- Jim Backus - Tyler Fitzgerald, propietario de aeroplano
- William Demarest - Aloysius, Jefe del Departamento de Policía de Santa Rosita
- Jimmy Durante - "Smiler" Grogan el Narizotas
- Peter Falk – Taxista
- Eddie Anderson - Taxista
- Paul Ford - Coronel Wilberforce
- Barrie Chase - Novia beat de Sylvester Marcus

## Cameos
- Jack Benny
- Joe E. Brown
- Alan Carney
- Howard Da Silva
- Andy Devine
- Norman Fell
- Edward Everett Horton
- Allen Jenkins
- Robert Karnes
- Buster Keaton
- Don Knotts
- Charles Lane
- Jerry Lewis
- ZaSu Pitts
- Carl Reiner
- The Shirelles
- Los tres chiflados
- Doodles Weaver
- Paul Birch
- Ben Blue
- John Clarke
- Stanley Clements
- Lloyd Corrigan
- Selma Diamond
- Minta Durfee
- Roy Engel
- James Flavin
- Stan Freberg
- Nicholas Georgiade
- Louise Glenn
- Leo Gorcey
- Don C. Harvey
- Sterling Holloway
- Marvin Kaplan
- Tom Kennedy (actor)
- Harry Lauter
- Ben Lessy
- Bobo Lewis
- Mike Mazurki
- Charles McGraw
- Cliff Norton
- Barbara Pepper
- Madlyn Rhue
- Eddie Ryder
- Arnold Stang
- Nick Stewart
- Sammee Tong
- Jesse White

## Premios y reconocimientos
- Premio Oscar 1964: a los mejores efectos y efectos de sonido (Walter Elliot)[4]
- Premio Laurel de Oro 1964: A  la mejor canción (Ernest Gold y Mack David).

Candidaturas
- 4 premios Oscar 1964: a la mejor fotografía, el mejor montaje, a la mejor banda sonora y al mejor sonido.[4]
- 2 premios Globo de Oro 1965: a la mejor película y al mejor actor de comedia (Jonathan Winters)[5]
- Premio Edgard 1965: al mejor guion
- Premio Eddie 1964: al mejor montaje

Reconocimientos
El American Film Institute la incluyó en su lista AFI's 100 años... 100 sonrisas como una de las mejores películas cómicas del cine estadounidense.